# Ivan Stedman
Pour les articles homonymes, voir Stedman.
Ivan Stedman, né le 13 avril 1895 et mort le 7 janvier 1979, est un nageur australien.

## Biographie
Aux Jeux olympiques d'été de 1920 à Anvers, Ivan Stedman remporte la médaille d'argent à l'issue de la finale du relais 4x200m nage libre en compagnie de Frank Beaurepaire, Harry Hay et William Herald. Il remporte également une médaille d'argent lors des Jeux olympiques d'été de 1924 à Paris en participant aux séries du 4x200m nage libre.